# Чемпионат Европы по фигурному катанию 1927
Чемпионат Европы по фигурному катанию 1927 года проходил в Вене (Австрия). Соревновались только мужчины. Победу одержал Вилли Бёкль.

## Результаты
| Место | Имя           | Страна   |
| ----- | ------------- | -------- |
| 1     | Вилли Бёкль   | Австрия  |
| 2     | Хуго Дистлер  | Австрия  |
| 3     | Карл Шефер    | Австрия  |
| 4     | Эрнст Оппахер | Австрия  |
| 5     | Пауль Франке  | Германия |